# Улица Архитектора Гинзбурга
У́лица Архите́ктора Ги́нзбурга — пешеходная улица на юге Москвы в Даниловском районе Южного административного округа. Проходит от проспекта Лихачёва до улицы Татлина.

## Происхождение названия
Улица получила название в марте 2016 года в честь советского архитектора, одного из лидеров конструктивизма Моисея Гинзбурга (1892—1946). 14 улиц бывшей промышленной зоны завода имени Лихачева названы именами известных художников и архитекторов XX века в связи с тем, что на этой территории планировалось создать музей «Эрмитаж-Москва» и открыть кукольный и драматический театры.

## Описание

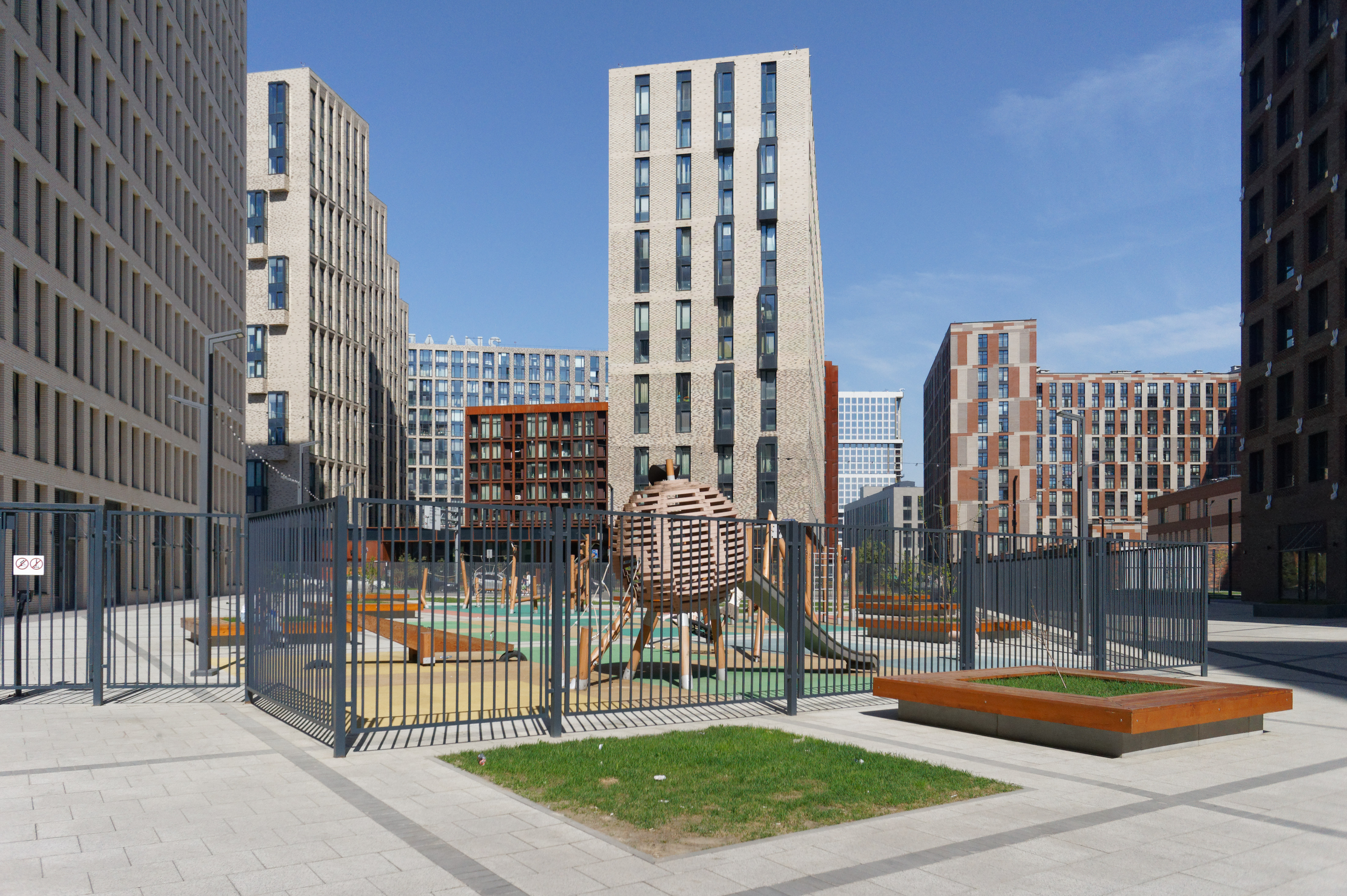
Пешеходная площадь и детская площадка южнее улицы Родченко. Вид на север, слева «Золотая арка», справа «дом с зайцами»

Улица начинается от проспекта Лихачёва, продолжая трассу улицы Тюфелева Роща, проходит на юг, пересекая пешеходную улицу Кандинского и проезжую улицу Родченко. Южнее улицы Родченко улица Архитектора Гинзбурга переходит в треугольную пешеходную площадь, обрамлённую с запада домом «Золотая арка», а с востока «домом с зайцами». Площадь оканчивается широким проходом на пешеходную улицу Татлина.